# ハロルド・ブルーム

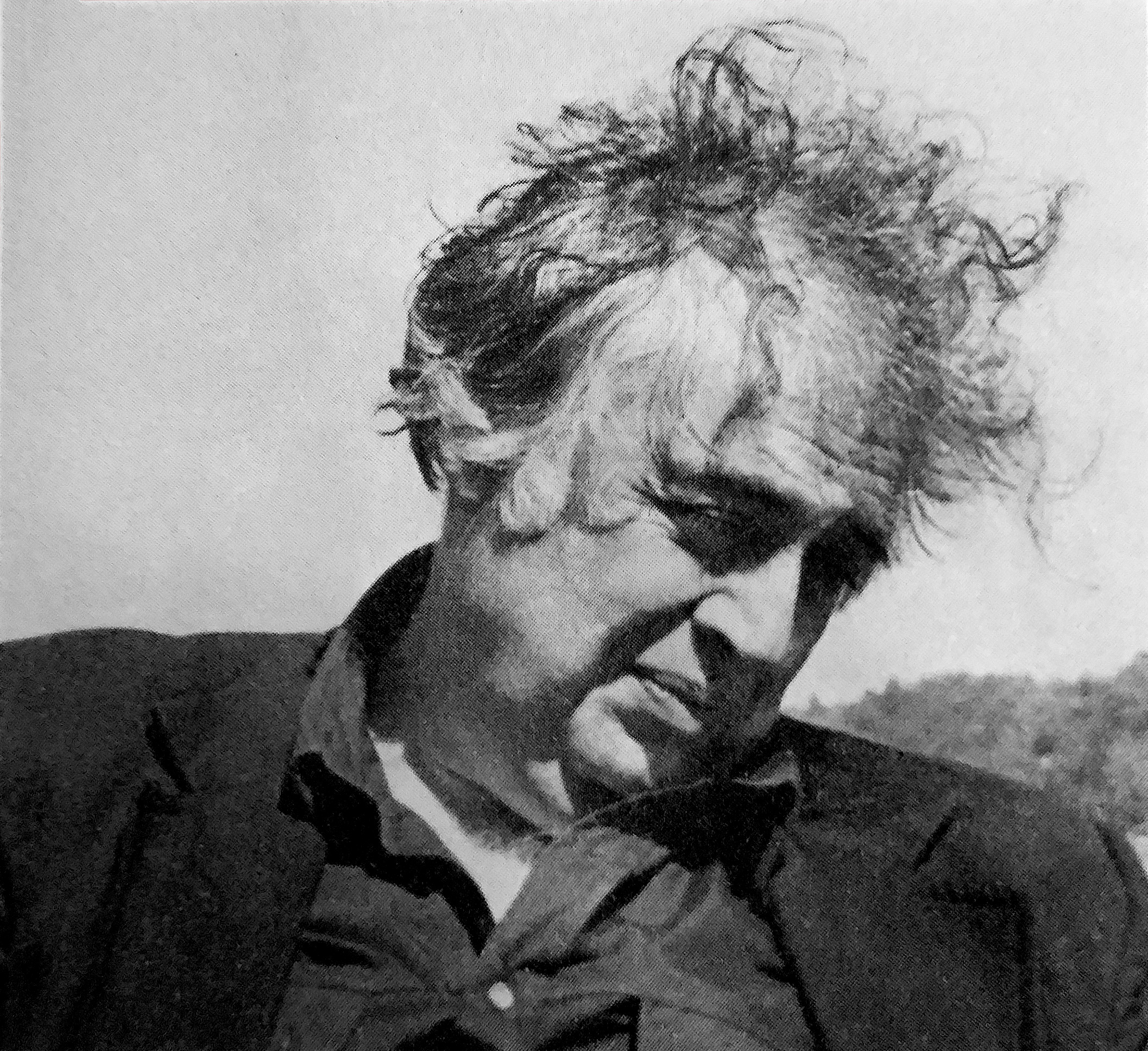
ハロルド・ブルーム

ハロルド・ブルーム（Harold Bloom、1930年7月11日 - 2019年10月14日）は、アメリカ合衆国の文学研究者、批評家、イェール大学名誉教授。

## 経歴
ニューヨーク市ブロンクスに生まれ育ち、イディッシュ語を母語とした。1947年コーネル大学に入学、1952年に卒業、1955年イェール大学で博士号を取得する。以後イェール大学で教員を務めた。ノースロップ・フライを先行者と見なし、ユダヤ教的なカバラー、グノーシスなどを用いる独自の批評を展開し、1973年には『影響の不安』を刊行して評判となる。また1994年には『ウェスタン・キャノン』を刊行してベストセラーとなるが、これはシェイクスピアを西洋文学の中核として、当時左翼的（フェミニズム批評、ポストモダン、ポスト・コロニアリズム、カルチュラル・スタディーズ）批評によって否定されつつあった「キャノン」（古典）の尊重を掲げたものとして、保守的批評家と見なされたが、実際にはフェミニズム、ポスト・コロニアリズムの名作とされるものも挙げられている。
そのほか、世界文学の古典についての膨大な論文集を編纂し、そのすべてに序文を書いている。
日本では「影響の不安」という語が有名で、1980-90年代に文芸評論家によって使われたが、実際はより難解なロマン派の詩の理論であり、2004年に邦訳が出て詳細な注がつけられた。

## 邦訳
- アゴーン <逆構築批評>の超克 高市順一郎訳 晶文社 1986年6月
- カバラーと批評 島弘之訳 国書刊行会 1986年11月 (クラテール叢書)
- 聖なる真理の破壊 旧約から現代にいたる文学と信 山形和美訳 法政大学出版局 1990年11月 (叢書・ウニベルシタス)
- 影響の不安 詩の理論のために 小谷野敦、アルヴィ宮本なほ子訳 新曜社 2004年9月
- 影響の解剖 有泉學宙、高橋公雄、清水英之訳 小鳥遊書房 2023年7月